# Aline Lahoud
Aline Lahoud (in arabo ألين لحود‎?, Alīn Laḥūd; Beirut, 2 marzo 1981) è una cantante e compositrice libanese.

## Biografia
Aline Lahoud è nata a Beirut dalla cantante Salwa Al Katrib e dal produttore Nahi Lahoud. Dal 1991 al 1997 studia canto e arti drammatiche, ottenendo nel 2002 un Bachelor of Arts in design della comunicazione.
Dopo aver preso parte al Megahit-International Mediterranean Song Contest nel 2004, viene designata per rappresentare il Libano in occasione del suo debutto all'Eurovision Song Contest 2005 con la canzone Quand tout s'enfuit. Il paese asiatico tuttavia non prese parte alla manifestazione.